# پادشاهی کوماژن

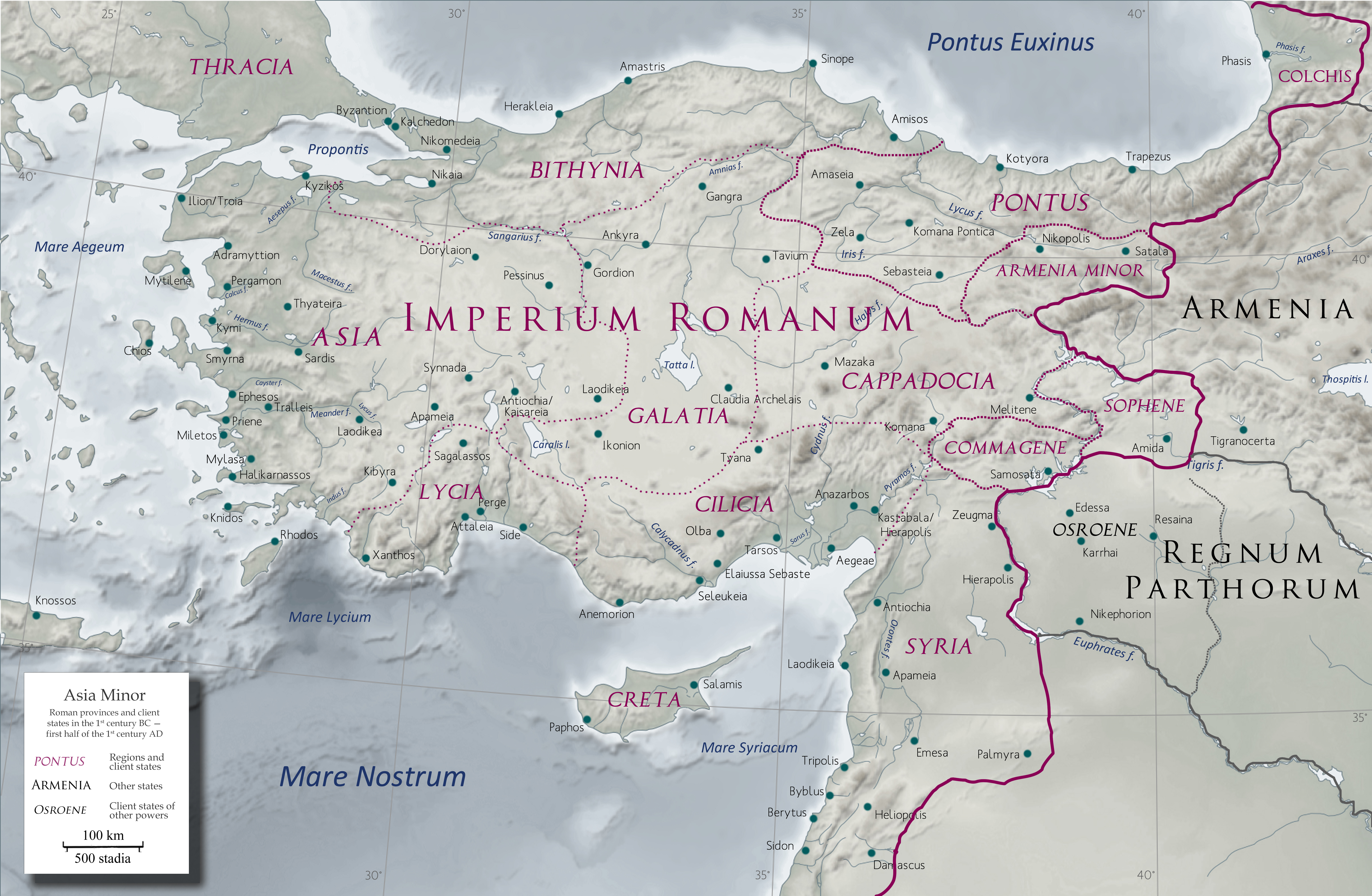
آناتولی در اوایل قرن یکم میلادی و کوماژن به عنوان یک دولت دست‌نشانده رومی

پادشاهی کوماژن (زبان یونانی: Κομμαγηνή، انگلیسی: Commagene) یک پادشاهی یونانی-ایرانی بود که توسط یک خاندان ایرانی هلنی‌شده از دودمان یرواندی، که بر ساتراپی ارمنستان حکومت می‌کردند، اداره می‌شد. این پادشاهی در منطقه جنوب آناتولی امروزی در نزدیکی انطاکیه، در مکان شهر باستانی سام‌شاد که پایتخت آن بود و مناطق اطراف آن مستقر بود. نام شهر سام‌شاد در عصر آهن، کوموه بوده و احتمالاً کوماژن از این نام بدست آمده باشد.
کوماژن به عنوان یک «کشور حائل» میان کشورهای ارمنستان، اشکانی، سلوکی، و روم شناخته‌است؛ و به همین ترتیب از نظر فرهنگی، دارای هویتی ترکیبی از این چهار کشور بود. پادشاهان کوماژن، نسب خود را به یرواند یکم و از آن طریق خود را از تبار داریوش بزرگ هخامنشی می‌رساندند، زیرا یرواند با روزگون دختر اردشیر دوم هخامنشی ازدواج کرده بود که نوادگان داریوش بزرگ بود. قلمرو کوماژن تقریباً با استان‌های ترکیه امروزی آدیامان و شمال عینتاب مطابقت دارد.
در حدود سال ۱۶۴ پیش از میلاد، بعد از مرگ آنتیوخوس چهارم، منطقه کوماژن توسط پادشاه بطلمیوس مستقل گردید.
کوماژن از ۱۷ میلادی تا ۳۸ میلادی توسط تیبریوس یکی از استان‌های امپراتور روم گردید و بالاخره کوماژن از سال ۳۸ میلادی تا ۷۲ میلادی به دستور کلودیوس به پادشاهی مستقل بدل گردید و آنتیوخوس چهارم کوماژن به سلطنت رسید. در نهایت پادشاهی کوماژن در ۷۲ میلادی توسط وسپاسیان ضمیمه امپراتوری روم گردید.